# Massimo Lombardo
Massimo Lombardo (Bellinzona, 1973. január 9. –) svájci labdarúgó-középpályás. Rendelkezik olasz állampolgársággal is.

## Pályafutása

### Klubcsapatokban
Az AC Bellinzonában kezdett 1990 és 1992 között (26 mérkőzésen egy gól), majd 1992 és 1997 között a Grasshopper Club Zürich labdarúgója volt (116 mérkőzésen 8 gól). Ezt követően egy szezonban Olaszországban játszott az AC Perugia színeiben (24 mérkőzésen 3 gól).1998 és 2000 között ismét Svájcban az FC Lugano játékosa lett. Klubjai a 2000-es években: Lausanne-Sports, Servette FC, FC Meyrin, Neuchâtel Xamax FC, Nyon.

## A válogatottban
15 alkalommal szerepelt a svájci válogatottban. 1 gólt ért el.

### Edzőként
2007–2012 között a Nyon ifjúsági csapatának, 2012–2015 között a Servette FC ifjúsági csapatának edzője volt. Ezt követően 2015–2017 között Svájc U15 és U 16-os csapatát vezette. 2017-től asszisztensi állást tölt be az FC Baselnél